# Ben Cairns
Pour les articles homonymes, voir Cairns (homonymie).

a Compétitions nationales et continentales officielles uniquement.

b Matchs officiels uniquement.
Dernière mise à jour le 22 février 2017.
Benjamin James Cairns dit Ben Cairns, né le 29 septembre 1985, est un joueur écossais de rugby à XV. Il compte 7 sélections avec l'équipe d'Écosse de 2008 à 2009, évoluant au poste de trois-quarts centre.

## Biographie
Ben Cairns joue en club avec Edinburgh Rugby de 2006 à 2014. Il est retenu dans le groupe de 22 joueurs de l'équipe d'Écosse à l'occasion du Tournoi des Six Nations 2008. Il dispute la coupe du monde des moins de 21 ans avec l'Écosse.

## Statistiques en équipe nationale
- 7 sélections
- 5 points (1 essai)
- Sélections par années : 5 en 2008, 2 en 2009
- Tournoi des Six Nations disputé : 2008